# Chiesa di San Pietro (Massa di Faicchio)
La chiesa di San Pietro era una chiesa altomedievale situata nei pressi della frazione Massa di Faicchio, alle pendici settentrionali di Monte Acero. Oggi ne rimangono alcuni resti, fra cui spicca l'abside con tracce di affreschi.

## Storia

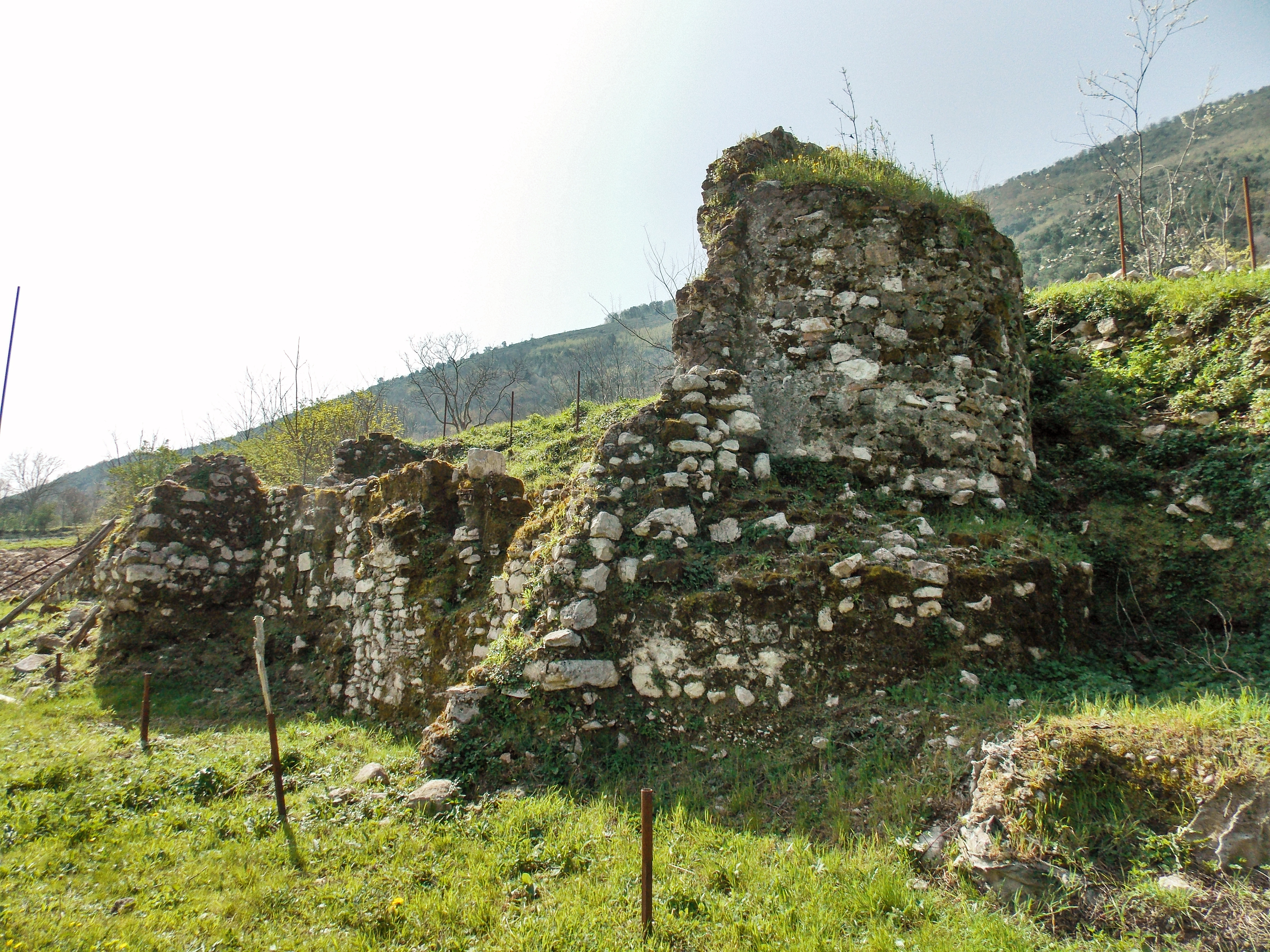
Vista dalla zona absidale, con i ruderi dell'abside primitiva.

La chiesa sorge nei pressi di una diramazione dell'antica via Latina, non lontano dal cosiddetto ponte Fabio Massimo che attraversa il fiume Titerno. Le sue vicende nel tempo, in linea di massima, sono state ricostruite in seguito a campagne di scavi archeologici che hanno avuto luogo nel 2011 e nel 2012.
Dietro l'abside attuale si distinguono i resti di uno anteriore, del VI-VII secolo, che a sua volta rimpiazzò una casupola tardoantica. Probabilmente, in origine, la chiesa era un modesto oratorio cimiteriale al servizio di un piccolo villaggio rurale sparso. Con la sua posizione lungo una importante direttrice viaria, essa fungeva da presidio per l'organizzazione e l'evangelizzazione delle popolazioni locali. Non è improbabile che la chiesa e il villaggio fossero collegati ad una rocca, che ha dato il nome ad una cima minore di Monte Acero, immediatamente sopra l'edificio religioso.
Una nuova costruzione fu eretta nell'età longobarda del sud Italia (VII-VIII secolo), in un periodo in cui i duchi di Benevento con i relativi gastaldi, ormai convertiti al cristianesimo, collaboravano con la Chiesa nell'opera di cristianizzazione della popolazione, costruendo e donando edifici religiosi. La nuova chiesa doveva essere leggermente più grande della chiesa precedente, con importanti funzioni battesimali.
L'importanza della chiesa crebbe nel secolo successivo: lo testimoniano gli interventi di ampliamento cui fu sottoposta, probabilmente dovuti al fatto che ospitava le reliquie di qualche santo e, per tale motivo, era frequentata da un numero crescente di pellegrini che intraprendevano il cammino verso il santuario di San Michele Arcangelo; tale flusso dovette continuare nel basso medioevo. Fra il XIV e il XV secolo la chiesa subì ulteriori ristrutturazioni che ne semplificarono l'assetto.
Non molto si può aggiungere sulla chiesa basandosi sulle fonti documentarie. Le più antiche menzioni del casale di Massa Inferiore sono soltanto del XIII secolo, e la chiesa di San Pietro viene menzionata esplicitamente soltanto nel 1325. All'epoca essa era chiesa parrocchiale, ma nel 1446 fu annessa alla collegiata di Santa Maria Maggiore nell'attuale centro di Faicchio.
La chiesa viene ancora registrata nel 1596. La causa della sua rovina non è nota dalle fonti, ma può essere identificata nel terremoto del Sannio del 1688.

## Descrizione
Il primitivo oratorio cimiteriale doveva essere una piccola costruzione a navata unica. Ne rimangono solo porzioni dell'abside, posta dietro quella della chiesa successiva e a ridosso di essa, costruita con una muratura in pietre calcaree e piccoli blocchi di tufo grigio.

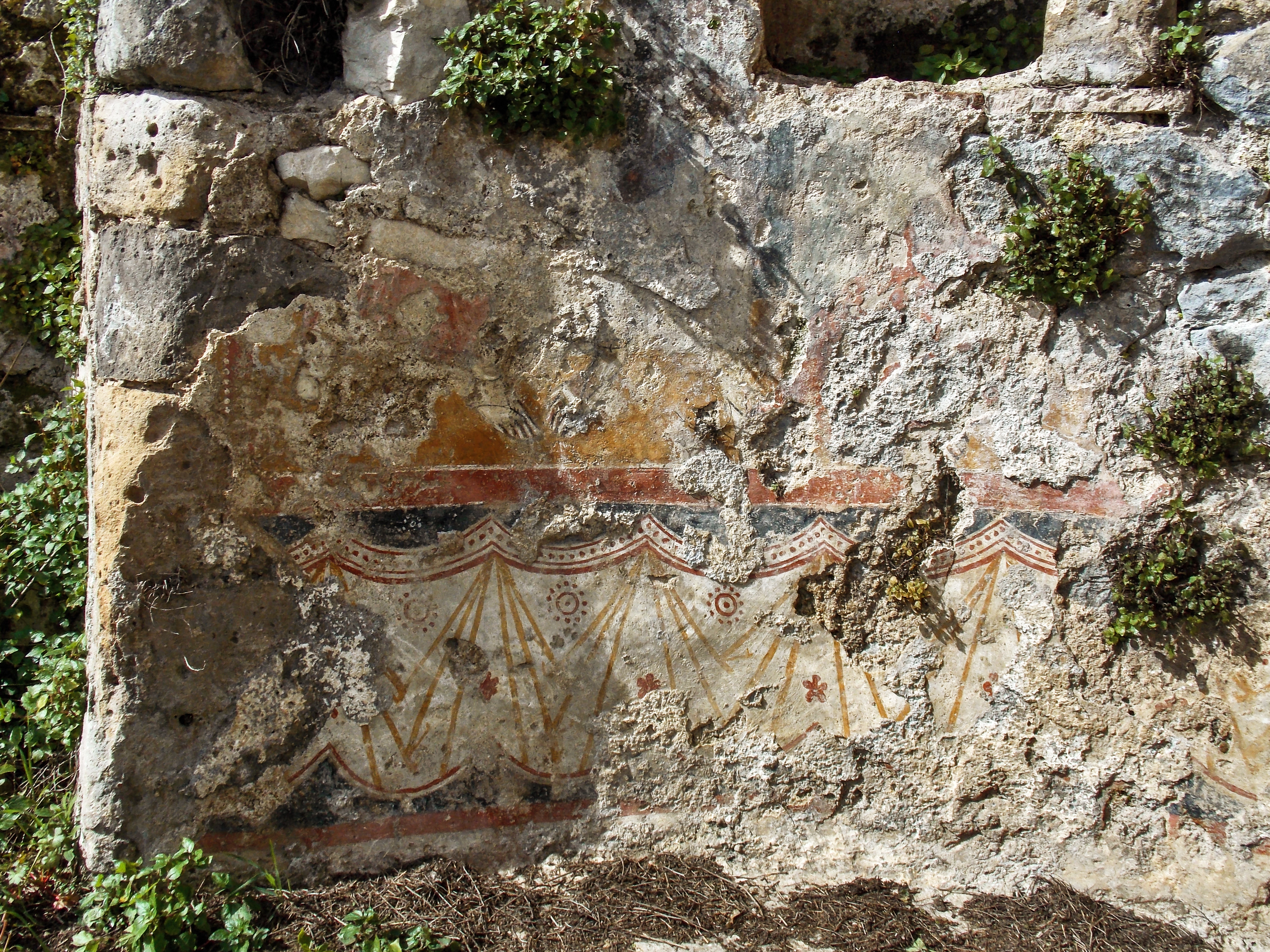
Brano superstite degli affreschi

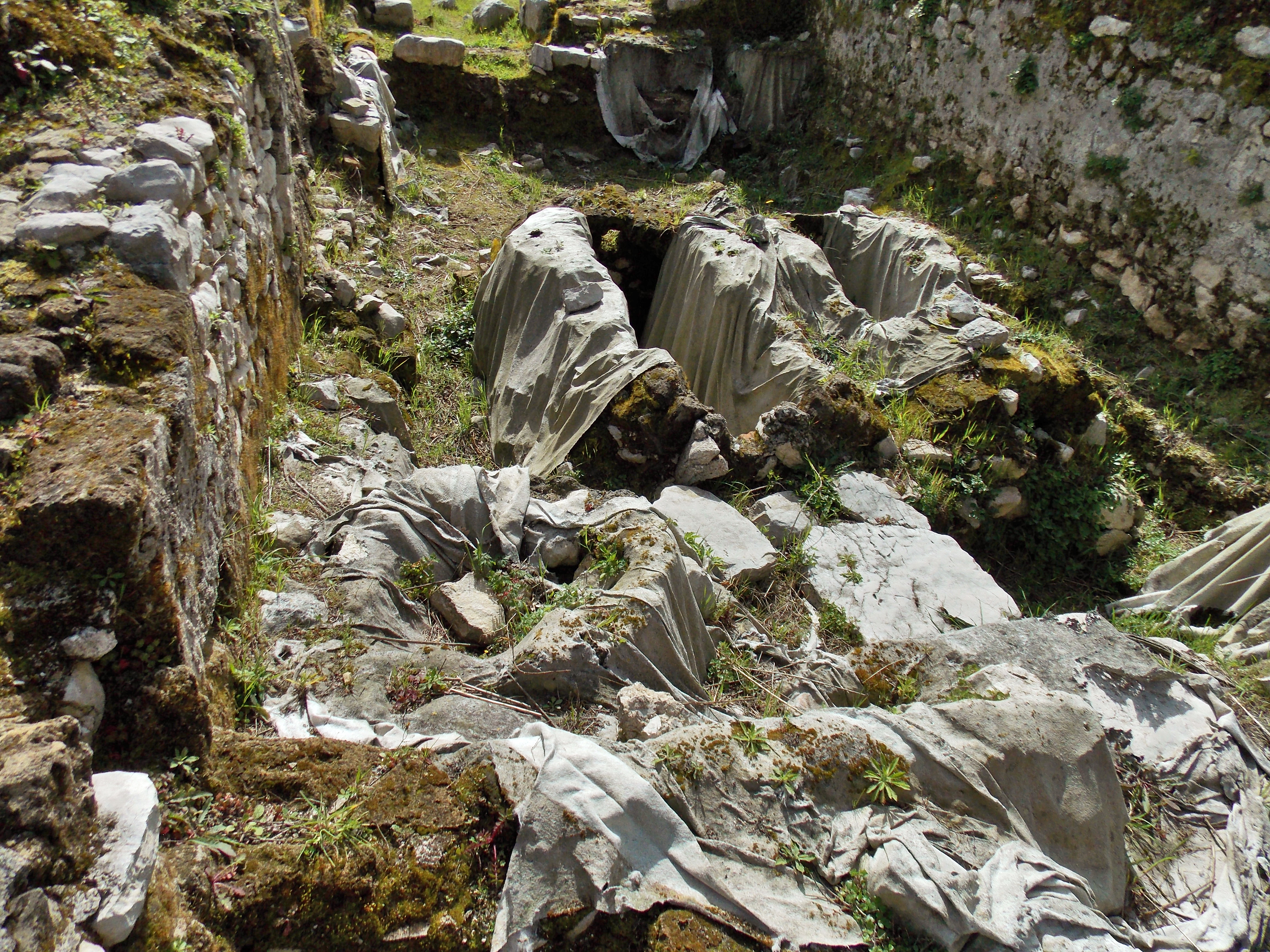
Il fonte battesimale della chiesa altomedievale (a sinistra) e le due sepolture a volta tardo-medievali

La chiesa di età longobarda, costruita senza ricalcare le mura preesistenti, era larga 4,70 m e lunga, inizialmente, 10; anch'essa aveva un'unica navata, che si sviluppava in corrispondenza di un terrapieno immediatamente alla sua sinistra, in direzione SE-NW. L'abside si apre in una monofora centrale. Le sue mura sono conservate per intero, mentre i ruderi della navata sono conservati per poche decine di centimetri, L'unico elemento che dev'esser stato presente in questa chiesa fin dall'inizio e che è oggi superstite è una piccola vasca circolare, probabilmente un fonte battesimale, sul fianco destro. Lungo le pareti laterali era un sedile in muratura, eliminato allorché fu innalzato il livello del pavimento.
Con l'ampliamento del VIII-IX secolo, la chiesa diventò notevolmente complessa. La lunghezza dell'edificio raggiunse i 14 m. Inoltre, subito dietro il fonte battesimale, si vedono buche a segnalare i punti di innesto delle due colonne di un triforium, ovvero tre arcate che separavano lo spazio riservato ai fedeli dal presbiterio. Subito dietro di esso era una transenna in muratura aperta in corrispondenza dell'arcata centrale, mentre un'altra si trovava fra questa e l'altare, posto subito davanti all'abside. Le due transenne, insieme ai muri laterali, delimitano uno stretto spazio reattangolare quasi interamente circondato da un sedile. Davanti al triforium, sulla sinistra, è la base di una colonna.
Il pavimento fu ulteriormente rialzato, creando anche una differenza di livello in corrispondenza del triforium, testimoniata da un gradino in pietra calcarea. L'altare non è più riscontrabile direttamente; tuttavia due scalette discendenti, poste dietro i due muretti del presbiterio, convergono verso quella che doveva essere la base originaria dell'altare. È plausibile, infatti, che esse siano state realizzate in modo da lasciar visibili le reliquie ivi riposte in un vano. L'ingresso principale fu posto all'estremità destra della facciata, ma uno secondario si trovava a destra del presbiterio: forse serviva a far defluire facilmente i fedeli che giungevano a visitare le reliquie.
A questa serie di lavori dovrebbero risalire anche i pochi affreschi ancora visibili nell'abside. In particolare, quasi alla base, è abbastanza ben conservata una decorazione a velarium compresa fra bande rosse. Si scorgono anche alcune raffigurazioni di piedi.
In tempi successivi, fu addossato alla controfacciata un ulteriore bancale, decorato a bande colorate, con un'acquasantiera nell'angolo. Ma una completa riorganizzazione della chiesa deve essersi avuta nel XIV-XV secolo: nel mezzo della navata vengono scavate due camere funerarie affiancate, coperte a botte, e chiuse tramite una botola in pietra. Tali volte raggiungono un'altezza che supera il piano del precedente pavimento: segno che questo deve essere stato, ancora una volta, alzato ed uniformato, eliminando il triforium. Venne obliterato anche il fonte battesimale: nel mezzo si trova quella che forse è la base di un'acquasantiera.
Nella chiesa e nelle immediate vicinanze sono state individuate 16 sepolture, che insieme coprono l'intero arco dell'esistenza dell'edificio. Molte sono semplici inumazioni nel terreno, mentre tre di esse sono effettuate in una cassa di tufo grigio. Una di queste si trova fuori dall'abside primitiva, ed è databile al VII secolo. Nelle tombe sono stati rinvenuti alcuni complementi d'arredo del XIII secolo (una fibbia e un anello decorato con due mani che si tengono); inoltre è stata ritrovata una moneta con l'effige di Ferdinando I di Napoli.